# Bogár Richárd
Bogár Richárd (Budapest, 1924. november 8. – Budapest, 1986. augusztus 23.) Liszt Ferenc-díjas magyar táncművész, koreográfus, érdemes művész.

## Életpályája
Trojanov magániskolájában kezdte táncos tanulmányait, majd Nádasi Ferenctől és Hidas Hedvigtől klasszikus balettet tanult. Ezután Feleki Kamill magániskolájában kezdett másfajta színpadi mozgásokkal is foglalkozni. Itt szteppelni, színpadi táncot és akrobatikát tanult. Könnyed mozgású táncosként eleinte revükben és varietékben lépett fel, így például a Royal Revüszínház, a Budapest Varieté műsoraiban és az EMKE Grill bárjában. 1953-ban a Dohány utcai Fővárosi Víg Színház,  Újpesti lány című zenés játékához készítette első koreográfiáját és 1958-tól már operettekhez is, a Blaha Lujza Színház (az Operettszínház Kamaraszínháza) illetve a Fővárosi Operettszínház részére. Zenés-táncos produkciókon kívül, kabarékhoz, prózai előadásokhoz is tervezett koreográfiákat (Vidám Színpad, Mikroszkóp Színpad, Kamara Varieté stb). Dolgozott szabadtéri előadásokon is. (Állatkerti Szabadtéri Színpad, Városmajori Színpad, Zichy Kastély). 1960-1964 között a Tarka Színpad tánckarát vezette és a színház vezető koreográfusa volt. Itt, – munkásságának köszönhetően – látványos kiállítású kísérleti zenés-táncos színházi produkciók születtek. Budapesten, a  Petőfi Színházban mutattak be először musicaleket. Az Irma, te édes (1963) és az Espresso (1964) című előadásokhoz Bogár Richárd készítette a koreográfiákat. A Petőfi Színház megszűnésekor a tánckar a Fővárosi Operettszínházhoz szerződött, koreográfusuk Bogár Richárd pedig külföldre távozott. Belgiumban, Franciaországban, Hollandiában és az NSZK-ban vendégszerepelt (1964–1968). Frankfurtban például egy orfeumban táncos-koreográfusként tevékenykedett. mellette a jazztánc stílust tanulmányozta. Hazatérve, 1968-tól a Fővárosi Operettszínház tagja, koreográfusa lett. Külföldön szerzett tapasztalatait munkáiban kamatoztatta. 1973-tól a társulat balettegyüttesének művészeti vezetője és természetesen koreográfusa maradt, haláláig. Nevéhez fűződtek a legjelentősebb musicalbemutatók koreográfiái: Hello, Dolly! (1971), Knock Out, West Side Story, La Mancha Lovagja (1971), Hegedűs a háztetőn (1973), Orfeusz az alvilágban (1975), A kutya, akit Bozzi úrnak hívtak (1976) stb. (Néhány előadás az évek folyamán többször műsorra került.) Budapesten kívül a Pécsi Nemzeti Színház, a Szabadkai Népszínház, a Szentendrei Teátrum számára is készített koreográfiákat. A dzsessztánc, – mint stílus – hazai meghonosításán kívül, nemcsak színpadi produkciókban munkálkodott, hanem revükben, varieté műsorokban, és tévé-produkciókban is láthatták a nézők. Az Operettszínház balettegyüttese részére több egyfelvonásosból önálló balettestet is komponált. Munkásságáról 1970-ben 12 óra tánc címmel a Magyar Televízióban portréfilm készült. 1971-ben Liszt Ferenc-díjat kapott, 1978-ban érdemes művész lett.

## Díjai, elismerései
- Liszt Ferenc-díj (1971)
- érdemes művész (1978)

## Fontosabb koreográfiái
- Újpesti lány (1953) Fővárosi Víg Színház
- Szombat délután (1954) Fővárosi Víg Színház
- Köztünk maradjon (1958) Blaha Lujza Színház, az Operettszínház Kamaraszínháza
- Három tavasz (1958) Fővárosi Operettszínház
- Bástyasétány 77. (1958) Blaha Lujza Színház, az Operettszínház Kamaraszínháza
- Balatoni Romeo (1959) Állatkerti Szabadtéri Színpad
- Sziget elsejére kiadó! (1959) Állatkerti Szabadtéri Színpad
- Nyugtalan boldogság (1959) Fővárosi Operettszínház
- Római vasárnap (1960) Fővárosi Operett Színház
- Leányvásár (1960) (1970) (1981) Fővárosi Operettszínház
- Mindent egy helyen (1960) Vidám Színpad
- Nő a siker (1961) Kamara Varieté
- Csodaáruház (1961) Tarka Színpad
- Űrmacska (1961) Tarka Színpad
- Már egyszer tetszett (1961) Vidám Színpad
- Doktorkisasszony (1962) Kis Színpad, a Vidám Színpad Kamaraszínháza
- Autóstop (1962) Kamara Varieté
- Legfeljebb elválunk (1962) Vidám Színpad
- Halló Nagyvilág (1962) Tarka Színpad
- Riói éjszakák a Halló nagyvilág című zenés táncos revüben (1962) Tarka Színpad
- Őfelsége a sztár (1962) Tarka Színpad
- Tarka farsang (1963) Tarka Színpad
- Irma, te édes (1963) Petőfi Színház
- Lopni sem szabad (1963) Petőfi Színház
- Espresso (1964) Petőfi Színház
- Imádok férjhez menni (1964) József Attila Színház
- Jó éjt Bessy! (1965) Fővárosi Operettszínház
- Nem nálunk történt... (1966) Kamara Varieté
- Helló, dolcsi! (1967) Kamara Varieté
- Hello, Dolly! (1968)
- Knock out (1968) Fővárosi Operettszínház
- Hotel "Mirandolina" (1969) Kamara Varieté
- Vonítós négyes (1969) Kamara Varieté
- West Side Story (1969) (1972) (1974) Fővárosi Operettszínház
- Péntek Rézi (1969) Fővárosi Operettszínház
- Tessék tovább menni (1969) Mikroszkóp Színpad
- West Side Story (1970) Pécsi Nemzeti Színház
- A tetőn dolgoznak! (1970) Mikroszkóp Színpad
- Egy fiúnak négy mamája (1970) Vidám Színpad
- Lóvátett lovagok (1970) Fővárosi Operettszínház
- Kolumbusz tojása (1970) Kamara Varieté
- Mit vesztett el, kisasszony? (1971) Fővárosi Operettszínház
- Te, meg én (1971) Madách Kamara
- La Mancha lovagja (1971) (1975) Szentendrei Teátrum
- Fantasztikus (1972) Fővárosi Operettszínház Zsebszínháza
- Ígéretek, ígéretek! (1972) József Attila Színház
- Vízum nélkül... Álljunk meg egy pillanatra! (1972) Kamara Varieté
- Humor-Express (1972) Kamara Varieté
- Válni sem érdemes (1973) Városmajori Színpad
- Hegedűs a háztetőn (1973) (1985) Fővárosi Operettszínház
- Fantasztikus (1974) Szabadkai Népszínház
- Bolond vasárnap (1974) Városmajori Színpad
- Egy fiú és a tündér (1974) Fővárosi Operettszínház
- Cseresznyéskert (1974) Ódry Színpad
- Rongybaba (1974) Fővárosi Operettszínház
- Orfeusz az alvilágban  (1975) (1979) Fővárosi Operettszínház
- Őfelsége, a nő (1975) Kamara Varieté
- Veronai fiúk (1975) Fővárosi Operettszínház
- Próbababa (1976) Városmajori Színpad
- Kabaré (1976) (1984) Ódry Színpad
- A kutya, akit Bozzi úrnak hívtak (1976) Fővárosi Operettszínház
- Az ellopott futár (1977) Fővárosi Operettszínház
- Kabaré (1977) Fővárosi Operettszínház
- Kabaré (1978) Szabadkai Népszínház
- A denevér (1978) (1982) (1984) Fővárosi Operettszínház
- Csókolj meg, Katám! (1979) Fővárosi Operettszínház
- Toledói szerelmesek (1981) Fővárosi Operettszínház
- Párizsi élet (1981) Vígszínház
- A mosoly országa (1983) Zichy kastély
- Leányvásár (1983) Fővárosi Operettszínház
- Kaméleon (1984) Fővárosi Operettszínház
- Bál a Savoyban (1985) Fővárosi Operettszínház
- Csárdáskirálynő  (1985) Margitszigeti Szabadtéri Színpad
- Chicago (1980) (1986) Fővárosi Operettszínház

## Filmek, tv
Koreográfiái filmeken:
- Felfelé a lejtőn (1959)
- Napfény a jégen (1961)
- Csudapest (1963)
- Színészek a porondon (1963)
- És akkor a pasas... (1966)
- Irány Mexikó! (1968)
- A régi nyár (1970)
- 12 óra tánc (1970)
- Csárdáskirálynő (1971)
- Fuss, hogy utolérjenek! (1972)
- Bolero. Milleneum, oh! (1978) magyar táncfilm
- Göran O. Eriksson: Párizsi élet – avagy Offenbach Szép Heléna című operettjének próbája (1984)

Szereplőként az alábbi filmekben látható:
- Csudapest (1963)
- Uit met... Kalinka (1967)
- Bors (sorozat) A papagáj akció (1968)
- A régi nyár (1970)
- 12 óra tánc (1970)
- Fuss, hogy utolérjenek! (1972)